# Alagoinhas (tiểu vùng)
Alagoinhas là một tiểu vùng thuộc bang Bahia, Brasil. Tiều vùng này có diện tích 5666 km², dân số năm 2007 là 279574 người.